# Morti nel 1982/Gennaio
| Questa pagina contiene informazioni ricavate automaticamente dalle voci biografiche con l'ausilio del template Bio e di un bot. L'aggiornamento è periodico e automatico e ricostruisce completamente la pagina. Se manca una persona in questa lista, sei pregato di non aggiungerla, ma accertati piuttosto che la sua voce biografica contenga il template Bio e che i dati anagrafici siano correttamente compilati. Se il template Bio manca, inseriscilo tu stesso o, in alternativa, metti l'avviso {{tmp\|Bio}} che ne segnala la mancanza. Se i dati riportati sono sbagliati, correggi direttamente la voce biografica; le modifiche saranno visibili in questa lista entro pochi giorni. Per chiarimenti vedi il progetto biografie. La lista contiene solo le 92 persone che sono citate nell'enciclopedia e per le quali è stato implementato correttamente il template Bio. Pagina aggiornata al 3 mar 2024. |

- 1º gennaio - Paul Belmondo, scultore francese (n. 1898)
- 1º gennaio - Estella Blain, attrice e cantante francese (n. 1930)
- 1º gennaio - Victor Buono, attore e comico statunitense (n. 1938)
- 1º gennaio - Margot Grahame, attrice britannica (n. 1911)
- 1º gennaio - Emilio Rancilio, calciatore italiano (n. 1913)
- 2 gennaio - Victor Fontan, ciclista su strada francese (n. 1892)
- 2 gennaio - Fred Harman, fumettista e animatore statunitense (n. 1902)
- 2 gennaio - Tomás Hernández Burillo, calciatore spagnolo (n. 1930)
- 3 gennaio - Heidi Blomstedt, artista finlandese (n. 1911)
- 3 gennaio - Fritz Laband, calciatore tedesco (n. 1925)
- 3 gennaio - Tommaso Leccisotti, presbitero, storico e archivista italiano (n. 1895)
- 3 gennaio - Étienne Onimus, cestista francese (n. 1907)
- 3 gennaio - Edward Russell, XXVI barone de Clifford, nobile britannico (n. 1907)
- 4 gennaio - Wykeham Cornwallis, II barone Cornwallis, ufficiale inglese (n. 1892)
- 4 gennaio - Konrad Granström, ginnasta svedese (n. 1900)
- 4 gennaio - Gorilla Jones, pugile statunitense (n. 1906)
- 4 gennaio - Eugenio Montuori, architetto italiano (n. 1907)
- 5 gennaio - Giuseppe Bogoni, politico e antifascista italiano (n. 1907)
- 5 gennaio - Hans Conried, attore, comico e doppiatore statunitense (n. 1917)
- 5 gennaio - Harvey Lembeck, attore statunitense (n. 1923)
- 6 gennaio - Alfredo Amatucci, politico italiano (n. 1907)
- 6 gennaio - Athos Bertacchini, calciatore italiano (n. 1903)
- 6 gennaio - Kurt Ettinger, schermidore austriaco (n. 1901)
- 6 gennaio - Albert Meister, sociologo svizzero (n. 1927)
- 8 gennaio - Grégoire Aslan, attore armeno (n. 1908)
- 8 gennaio - Gontrano Innocenti, calciatore italiano (n. 1903)
- 8 gennaio - Joseph O'Connor, pallanuotista irlandese (n. 1904)
- 8 gennaio - Reta Shaw, attrice statunitense (n. 1912)
- 9 gennaio - Emilio Barucco, calciatore italiano (n. 1898)
- 9 gennaio - Araldo Caprili, calciatore italiano (n. 1920)
- 9 gennaio - Vido Musso, sassofonista e clarinettista italiano (n. 1913)
- 10 gennaio - Antonino Francaviglia, medico italiano (n. 1902)
- 10 gennaio - Mohammed Helmy, medico egiziano (n. 1901)
- 10 gennaio - Secondo Lanfranco, calciatore italiano (n. 1910)
- 10 gennaio - Paul Lynde, attore e comico statunitense (n. 1926)
- 11 gennaio - Pietro Cocolin, arcivescovo cattolico italiano (n. 1920)
- 11 gennaio - Enrique Flamini, dirigente sportivo, allenatore di calcio e calciatore argentino (n. 1917)
- 11 gennaio - Jirō Horikoshi, ingegnere aeronautico giapponese (n. 1903)
- 11 gennaio - Riccardo Pallottini, direttore della fotografia italiano (n. 1908)
- 13 gennaio - Francesco Borrelli, carabiniere italiano (n. 1941)
- 13 gennaio - Marcel Camus, regista cinematografico francese (n. 1912)
- 14 gennaio - Ragnar Nikolay Larsen, allenatore di calcio e calciatore norvegese (n. 1925)
- 15 gennaio - Stewart Barrett, pallanuotista irlandese (n. 1901)
- 15 gennaio - Marcel Francisci, mafioso e politico francese (n. 1919)
- 15 gennaio - Giorgio Sallustio Rossi, pittore e decoratore italiano (n. 1891)
- 17 gennaio - Juan O'Gorman, pittore e architetto messicano (n. 1905)
- 17 gennaio - Varlam Tichonovič Šalamov, scrittore, poeta e giornalista sovietico (n. 1907)
- 17 gennaio - Nino Veglia, attore e impresario teatrale italiano (n. 1922)
- 17 gennaio - Osvaldo Zubeldía, allenatore di calcio e calciatore argentino (n. 1927)
- 18 gennaio - Huang Xianfan, storico, etnologo e antropologo cinese (n. 1899)
- 19 gennaio - Massimo Barbieri, criminale italiano (n. 1951)
- 19 gennaio - Elis Regina, cantante brasiliana (n. 1945)
- 19 gennaio - Roy Goodall, calciatore inglese (n. 1902)
- 19 gennaio - Leopold Trepper, attivista polacco (n. 1904)
- 19 gennaio - Fritz Wetzel, calciatore tedesco (n. 1894)
- 19 gennaio - Marya Zaturenska, poetessa ucraina (n. 1902)
- 20 gennaio - Jack Barker, calciatore e allenatore di calcio inglese (n. 1906)
- 20 gennaio - Marc Demeyer, ciclista su strada belga (n. 1950)
- 20 gennaio - Viktor Hierländer, calciatore austriaco (n. 1900)
- 20 gennaio - Giovanni Parente, politico italiano (n. 1910)
- 21 gennaio - Elvio Banchero, calciatore italiano (n. 1904)
- 21 gennaio - Giorgio De Sanctis, partigiano italiano (n. 1921)
- 21 gennaio - Ned Irish, giornalista e dirigente sportivo statunitense (n. 1905)
- 21 gennaio - Giuseppe Savastano, carabiniere italiano (n. 1961)
- 21 gennaio - Euro Tarsilli, carabiniere italiano (n. 1962)
- 21 gennaio - Hans Tröger, generale tedesco (n. 1896)
- 22 gennaio - Salve D'Esposito, compositore e direttore d'orchestra italiano (n. 1903)
- 22 gennaio - Alfons Dorfner, canoista austriaco (n. 1911)
- 22 gennaio - Penelope Dudley-Ward, attrice britannica (n. 1914)
- 22 gennaio - Eduardo Frei Montalva, avvocato e politico cileno (n. 1911)
- 22 gennaio - Robert Pavlicek, calciatore austriaco (n. 1911)
- 23 gennaio - Hope Hampton, attrice e cantante statunitense (n. 1897)
- 23 gennaio - Bjarne Johnsen, dirigente sportivo e calciatore norvegese (n. 1897)
- 24 gennaio - Karol Borsuk, matematico polacco (n. 1905)
- 24 gennaio - Alfredo Ovando Candia, politico e generale boliviano (n. 1918)
- 25 gennaio - Pierre Canivet, giocatore di curling francese (n. 1890)
- 25 gennaio - Michail Andreevič Suslov, politico sovietico (n. 1902)
- 27 gennaio - Guido Colonna di Paliano, diplomatico italiano (n. 1908)
- 27 gennaio - Giulia Giovannelli, scrittrice e poetessa italiana (n. 1904)
- 27 gennaio - Colin M. Kraay, numismatico britannico (n. 1918)
- 28 gennaio - Elisabeth Chaplin, pittrice francese (n. 1890)
- 28 gennaio - Malcolm Moos, docente statunitense (n. 1916)
- 29 gennaio - Palden Thondup Namgyal,  indiano (n. 1923)
- 29 gennaio - Félix Labisse, pittore francese (n. 1905)
- 29 gennaio - Ugo Mursia, editore italiano (n. 1916)
- 29 gennaio - Hironori Ōtsuka, maestro di karate giapponese (n. 1892)
- 30 gennaio - Uno Gera, scultore italiano (n. 1890)
- 30 gennaio - Stanley Holloway, attore britannico (n. 1890)
- 30 gennaio - Lightnin' Hopkins, cantante e chitarrista statunitense (n. 1912)
- 30 gennaio - Oskar Merkt, calciatore svizzero (n. 1894)
- 30 gennaio - Frances O'Connor, attrice statunitense (n. 1914)
- 30 gennaio - Hans Hermann Schaufuß, attore tedesco (n. 1893)